# Klankverschuivingen in de Germaanse talen
De Germaanse talen hebben zich ontwikkeld uit het Proto-Indo-Europees door middel van klankverschuivingen. Dit artikel beschrijft de klankverschuivingen die de verschillende Germaanse talen hebben ondergaan.

## Eerste Germaanse klankverschuiving
De eerste Germaanse klankverschuiving die beschreven wordt in "de wet van Grimm" bracht het onderscheid tussen de Germaanse talen en het Proto-Indo-Europees.
Grimm beschrijft een serie overeenkomsten tussen sommige plofklanken en wrijfklanken van de Germaanse talen en plofklanken van andere Indo-Europese talen (Grimm gebruikte meestal Latijn en Grieks als andere Indo-Europese talen). Tegenwoordig wordt de wet van Grimm omschreven als de ontwikkeling van plofklanken uit het Proto-Indo-Europees (PIE, de gezamenlijke voorouder van bijna alle Indische en Europese talen) naar het Proto-Germaans (PGm, de gezamenlijke voorouder van alle Germaanse talen). De verschuiving bestaat uit drie delen (hier versimpeld weergegeven in verband met de duidelijkheid):
- Proto-Indo-Europese stemloze plofklanken veranderen in stemloze wrijfklanken;
- Proto-Indo-Europese stemhebbende plofklanken worden stemloos;
- Proto-Indo-Europese stemhebbende geaspireerde (dat wil zeggen 'met een beetje meer lucht uitgesproken') plofklanken verliezen hun aspiratie en worden ongeaspireerde stemhebbende plofklanken.

Deze Germaanse "klankwetten", gecombineerd met klankverschuivingen die ontdekt zijn voor andere Indo-Europese talen, maken het mogelijk om de verwachte overeenkomende klank te definiëren tussen verschillende Indo-Europese talen.
De Germaanse *b- (het streepje wil zeggen: woordbeginnend) komt bijvoorbeeld meestal overeen met de Latijnse *f-, de Griekse ph-, de Sanskritse bh-, de Slavische, Baltische of Keltische b-, et cetera, terwijl de Germaanse *f- meestal correspondeert met de Latijnse, Griekse, Sanskritische, Slavische en Baltische p- en met niets (geen beginnende medeklinker) in Keltisch. De eerste set overeenkomsten komt overeen met het Indo-Europese *bh- en de laatste set met het Proto-Indo-Europese *p- (verschoven in de Germaanse talen, verdwenen in de Keltische talen en behouden in de andere groepen hier genoemd).
Er zijn enkele uitzonderingen op de wet van Grimm die in bovenstaande voorbeelden buiten beschouwing zijn gelaten die door Grimm al waren beschreven en later door andere taalkundigen werden uitgewerkt. De meest in het oog springende uitzonderingen op de wet van Grimm kregen een verklaring van de Deense taalkundige Karl Adolf Verner. De wet die deze uitzonderingen beschrijft staat bekend als de wet van Verner (1875).

## Tweede Germaanse klankverschuiving
De tweede Germaanse klankverschuiving is een klankverschuiving die plaatsvond in de zuidelijke Germaanse talen (hierdoor ook bekend als Hoogduitse klankverschuiving). De klankverschuiving begon waarschijnlijk tussen de derde en vijfde eeuw, en was bijna voltooid toen de eerste Germaanse teksten op schrift werden gesteld in de negende eeuw. De verschuiving had niet plaats in een beweging maar in verschillende fasen over verschillende eeuwen. Deze taalverschuiving bracht de scheiding aan tussen Hoogduits (dat weer bestaat uit Opperduits en Middelduits) en Laagduits. De lijn (isoglosse) die de Hoogduitse van de Laagduitse talen scheidt staat bekend als de Benrather linie.

### Chronologische volgorde
Waarschijnlijk had de klankverschuiving plaats in vier fasen, waarvoor qua datering grove schattingen kunnen worden gemaakt. De datering blijft discutabel omdat alle klankverschuivingen, afgezien van þ→d, voor de opschriftstelling van een Germaanse taal plaats had. Schattingen die hieronder worden weergegeven zijn meestal afkomstig van de dtv-Atlas zur deutschen Sprache (pag. 63). Soms helpen historische feiten ons bij de datering; het feit dat Attila de Hun in het Duits Etzel wordt genoemd duidt aan dat de tweede fase aan de gang of gebeurd moest zijn tijdens de invasie van de Hunnen in de vijfde eeuw. Het feit dat sommige Latijnse leenwoorden in het Duits van klank verschoven zijn (bv. Latijn strata→Duits Straße) en andere niet (bv. Latijn poena→Duits Pein) maakt het mogelijk de klankverschuiving te dateren voor of na de waarschijnlijke introductie van het woord in de Germaanse talen. Meest bruikbaar zijn echter de geciteerde Duitse woorden in laat-klassieke en begin-middeleeuwse Latijnse teksten.
Precieze datering is sowieso erg lastig, omdat een klankverschuiving begint met één woord of een groep woorden in één lokaal dialect, vervolgens zich uitspreidt naar andere woorden met hetzelfde fonologische patroon en daarna over een langer tijdsbestek zich langzaamaan verspreidt over een groter geografisch oppervlak.
De eerste fase, die ongeveer begonnen is in de vierde eeuw en alle talen in het gehele Hoogduitse taalgebied beïnvloedde, behelst het verworden van stemloze plofklanken tot verdubbelde (dat wil zeggen langer uitgesproken) wrijfklanken indien in een positie ná een klinker, óf tot enkele wrijfklanken in de laatste positie.
De tweede fase werd voltooid in de achtste eeuw en concentreerde zich op de Opperduitse (Alemannische en Beierse) dialecten. In deze fase werden medeklinkers affricaten van dezelfde klank.
De derde fase was geografisch het meest beperkt. In de talen en dialecten die meededen aan deze klankverschuiving werden stemhebbende plofklanken stemloos.
Als laatste verschoof de vierde fase þ→d. Deze fase verschilt van de andere fasen in het feit dat het hier om slechts een klank gaat, en niet een serie klanken. Wat ook verschilt van de andere fasen is dat bij deze klankverschuiving ook de meeste Laagduitse talen, waaronder Nederlands, ook meededen. Sommige taalkundigen spreken hierom liever van een aparte klankverschuiving buiten de tweede Germaanse taalverschuiving. Deze fase moet plaats hebben gehad na de derde fase, want anders zou de resulterende d verworden zijn tot t.
De vierde fase was nog niet voltooid toen de eerste teksten in het Duits werden opgesteld. Daardoor zijn er Oudhoogduitse voorbeelden te vinden waarin een þ wordt geschreven in plaats het hedendaags Duitse d. Een erg bekend voorbeeld hiervan is, mede door de vreemde verandering van betekenis is het Oudhoogduitse thiorna (maagd) → Modern Duits Dirne (Nederlands: deerne (jonge vrouw).

## Ingveoonse klankverschuivingen
Sommige Noordzeegermaanse of Ingveoonse talen (talen gesproken aan de Noordzeekust, vandaar ook bekend als Kustgermaans), waaronder vooral Fries en Engels, en in mindere mate ook het Nederlands, hebben hun eigen karakteristieke klankverschuiving ondergaan – de zogenaamde nasaalspirantenwet of Ingvaeonic nasal spirant law.
Het verschil met de tweede Duitse klankverschuiving zit hem in het feit dat in dit geval de Noordwestelijke talen van klank verschoven en de Zuidoostelijke gelijk bleven, terwijl het bij de tweede Duitse klankverschuiving precies andersom was.
Een Ingveoons klankverschijnsel is dat bij een Germaans woorddeel dat bestaat uit een klinker, een neusklank en een wrijfklank, de neusklank verloren gaat en de klinker wordt verlengd.
In de morfosyntaxis van de Noordzeegermaanse talen zijn de persoonsvormen in het meervoud alle gelijk. Dit in tegenstelling tot bijvoorbeeld het Duits. In het Engels lijkt de morfologische nivellering nog het verst doorgetrokken te zijn; ook de enkelvoudpersonen zijn, met uitzondering van he/she/it, gelijk aan de meervoudspersonen.
Een ander duidelijk Ingveoons fenomeen is het verschuiven van de g-klank naar de j-klank. Dit fenomeen komt zowel voor in het Fries als in het Engels, en vormt een belangrijke reden voor taalkundigen om het Fries samen met het Engels tegenover andere Laagduitse talen te plaatsen (hetzelfde verschijnsel doet zich echter voor in een ander Laagduits dialect, het Ripuarisch).
Een andere klankverschuiving die vrijwel alleen in het Fries en het Engels voorkomt is palatalisatie van de k-klank naar de (t)sj-klank (wordt in het Engels als ch geschreven).
Een minder verbreid en onregelmatiger fenomeen is het verschuiven van zinsdelen met ol/al naar ou. Dit verschijnsel treedt vooral op in de West-Nederlandse dialecten, in de praktijk ook meestal in het Fries, en in sommige gevallen ook in het Engels. Het Standaardnederlands geeft goud, woud en oud terwijl in veel dialecten gold, wold/wald en old/ald wordt gebruikt. In het Fries wordt goud, wâld en âld geschreven, waarbij de â wordt uitgesproken als de a in het Engelse tall. In het Engels treedt ol/al→oo op bij wood (tegenover Oost-Nederlands/Duits wald).